# Cathrine Svendsen
Cathrine Svendsen   (Porsgrunn, 23 de setembre de 1967), també coneguda pel nom de casada Cathrine Roll-Matthiesen, és una exjugadora d'handbol noruega que va competir durant les dècades de 1980 i 1990.
El 1988 va prendre part en els Jocs Olímpics de Seül, on guanyà la medalla de plata en la competició d'handbol. Quatre anys més tard, als Jocs de Barcelona, revalidà la medalla de plata. En el seu palmarès també destaca una medalla de bronze al campionat del món d'handbol de 1986 i una altra al de 1993. Entre 1985 i 1996 jugà un total de 234 partits i marcà 921 gols amb la selecció nacional.
A nivell de clubs jugà a l'IF Borg, l'IL Vestar, on guanyà la lliga noruega de 1989 i el Lunner IL. El 1994 fitxà pel club francès de l'A.L. Bouillargues. Posteriorment tornà a Noruega per jugar al Larvik HK, amb qui guanyà la copa de Noruega de 1996. Poc després es retirà.